# Siepmann
Siepmann även Siepmann Gruppen är en tysk industrikoncern som fokuserar på stålproduktion. Huvudkontoret ligger i Warstein-distriktet i Belecke. Företaget är en av de största arbetsgivarna i staden. I företagsgruppen ingår Siepmann-Werke GmbH & Co KG och PERSTA-Stahlarmaturen GmbH & Co KG (industriinredning). Företaget, som grundades 1891, ägs av familjen Siepmann och drivs av Siepmann Industries GmbH & Co KG och Siepmann Beteiligungs-GmbH (investeringar). Det finns två dotterbolag hemmahörande i Sverige för distribution i Skandinavien; Esspart AB i Odensbacken og Siepmann Sverige AB i Göteborg. 